# Раданські (герб)
Раданські (пол. Radański, Pogonia Odmienna І) — шляхетський герб, різновид герба Погоня Польська.

## Опис герба
Опис згідно з класичними правилами блазонування: у червоному полі правиця у срібних латах зі срібним мечем при золотому руків'ї, що з'являлася з-за синьої хмари.
Клейнод — правиця з мечем, як на гербі.
Намет червоний, підбитий сріблом.

## Історія
Нобілітація Владислава Раданського від 10 березня 1515 року.

## Гербовий рід
Раданські (Radański).